# Golpe de Estado de julio de 1936 en Guipúzcoa
El golpe de Estado de julio de 1936 contra el gobierno de la República Española, que dio comienzo a la Guerra Civil, no logró triunfar en Guipúzcoa y hacerse con el control de la provincia.
El centro de la rebelión militar estuvo en San Sebastián, capital de la provincia, en torno a la guarnición militar que estaba acuartelada en el Cuartel de Loyola. El 21 de julio los conspiradores sublevaron a la guarnición donostiarra, logrando ocupar algunos de los principales edificios del centro la ciudad. Sin embargo, las fuerzas de orden público y los elementos leales a la República lograron desbaratar la rebelión, cercando a los sublevados en el cuartel de Loyola. La rebelión, prácticamente aniquilada, finalizó el 27 de julio cuando los últimos defensores de los cuarteles de Loyola se rindieron.
En otros puntos de la provincia, como Irún, la sublevación tampoco logró triunfar

## Antecedentes

### La conspiración golpista
En julio de 1936 la guarnición militar de San Sebastián estaba formada por el 3.er regimiento de artillería pesada, al mando del coronel León Carrasco Amilibia —que además era comandante militar de la provincia— y el 6.º batallón de Zapadores, mandado por el teniente coronel José Vallespín; ambas unidades estaban estacionadas en el Cuartel de Loyola, el principal acuartelamiento militar de la ciudad. Los dos principales jefes militares de la plaza tenían posiciones diferentes con relación al Alzamiento: el coronel Carrasco, a pesar de ser monárquico, se había unido hacía poco a la conspiración militar y no contaba con la confianza del general Mola. Por su parte, el teniente coronel Vallespín, considerado excesivamente impetuoso por Mola, sería en realidad el designado para liderar la sublevación en Guipúzcoa.
La situación en las fuerzas de orden público era la siguiente: la Guardia Civil —que tenía en San Sebastián la jefatura del 13.º Tercio y de la comandancia de Guipúzcoa— estaba al mando del coronel Ignacio López de Ogayar. La comandancia de Carabineros estaba bajo el mando del teniente coronel Antonio Carrió, mientras que las fuerzas de Seguridad y Asalto estaban a cargo del capitán Adolfo Cazorla. Todos estos mandos estaban comprometidos con la conspiración militar, a excepción del jefe de la comandancia local de la Guardia Civil —teniente coronel Saturnino Bengoa—.
El gobierno civil de Guipúzcoa estaba en manos del republicano Jesús Artola Goicoechea, que mostraría una gran pasividad ante los acontemientos futuros. Sociológicamente hablando, buena parte de Guipúzcoa era simpatizante al carlismo, mientras que entre los sectores adictos al Partido Nacionalista Vasco (PNV) —formación de corte católica y conservadora— existía una importante diferencia ideología con las fuerzas del Frente Popular. Sin embargo, en la provincia existían importantes focos de industrialización aparejados con la existencia de focos izquierdistas y/o sindicales.

### Los días previos
Cuando el 18 de julio de 1936 en San Sebastián se difundió la noticia de la sublevación militar del día anterior en el Marruecos Español, y en la cercana Navarra, los sindicatos de izquierda como la CNT y la UGT se decidieron a movilizar a sus afiliados, exigiendo al gobernador civil donostiarra la entrega de armas para sus grupos. Al conocerse el 19 de julio que la guarnición militar de la ciudad de Vitoria se había unido a la sublevación, la exigencia de las organizaciones obreras se hizo imposible de ignorar, aunque la urgencia de enviar tropas leales contra Vitoria adquirió mayor importancia, en tanto los rebeldes implantaban su control sobre toda la provincia de Álava. No obstante, en Guipúzcoa las fuerzas de la Guardia Civil, la Guardia de Asalto, Cuerpo de Carabineros y Migueletes (policía de la diputación de Guipúzcoa) manifestaron su lealtad al gobierno de la República —con excepción del coronel López de Ogayar, que sí siguió manteniéndose partidario de la sublevación militar—.
En los primeros momentos del golpe el coronel Carrasco mantuvo una actitud poco clara ante la sublevación. Carrasco llegó incluso a posicionarse favorable al nuevo gabinete liderado por Diego Martínez Barrio, en contra de las órdenes recibidas desde Pamplona de unirse a la sublevación —Mola había dado directrices para declarar el estado de guerra al día siguiente, 19 de julio—. Carrasco, sin embargo, se echó atrás y no declaró el estado de guerra al día siguiente, siendo además detenido cuando acudió al gobierno civil para, supuestamente, protestar por el tiroteo de unos oficiales del ejército. A partir de ese momento el teniente coronel Vallespín se hizo con las riendas de la situación, pero durante todo el día 20 se mantuvo en total pasividad por no contar con el apoyo de la oficialidad de la guarnición.
Mientras tanto, las milicias obreras empezaban a hacerse con el control en las calles donostiarras.
Las noticias llegadas de otros puntos de España convencieron a las autoridades civiles de San Sebastián sobre el apremio de reunir una columna de tropas para unirlas a los voluntarios de la CNT y UGT que se disponían a partir hacia Vitoria, dirigidos por el comandante Augusto Pérez Garmendia, veraneante en la ciudad que se había puesto al servicio de las autoridades republicanas. El 20 de julio se organizó así la columna de apoyo formada por obreros de la CNT, guardias civiles y guardias de asalto, para que partiera a Vitoria esa misma tarde. Vallespín, presionado por Mola, decidió unirse a la sublevación militar.

## Combates en San Sebastián

### Inicio de la sublevación

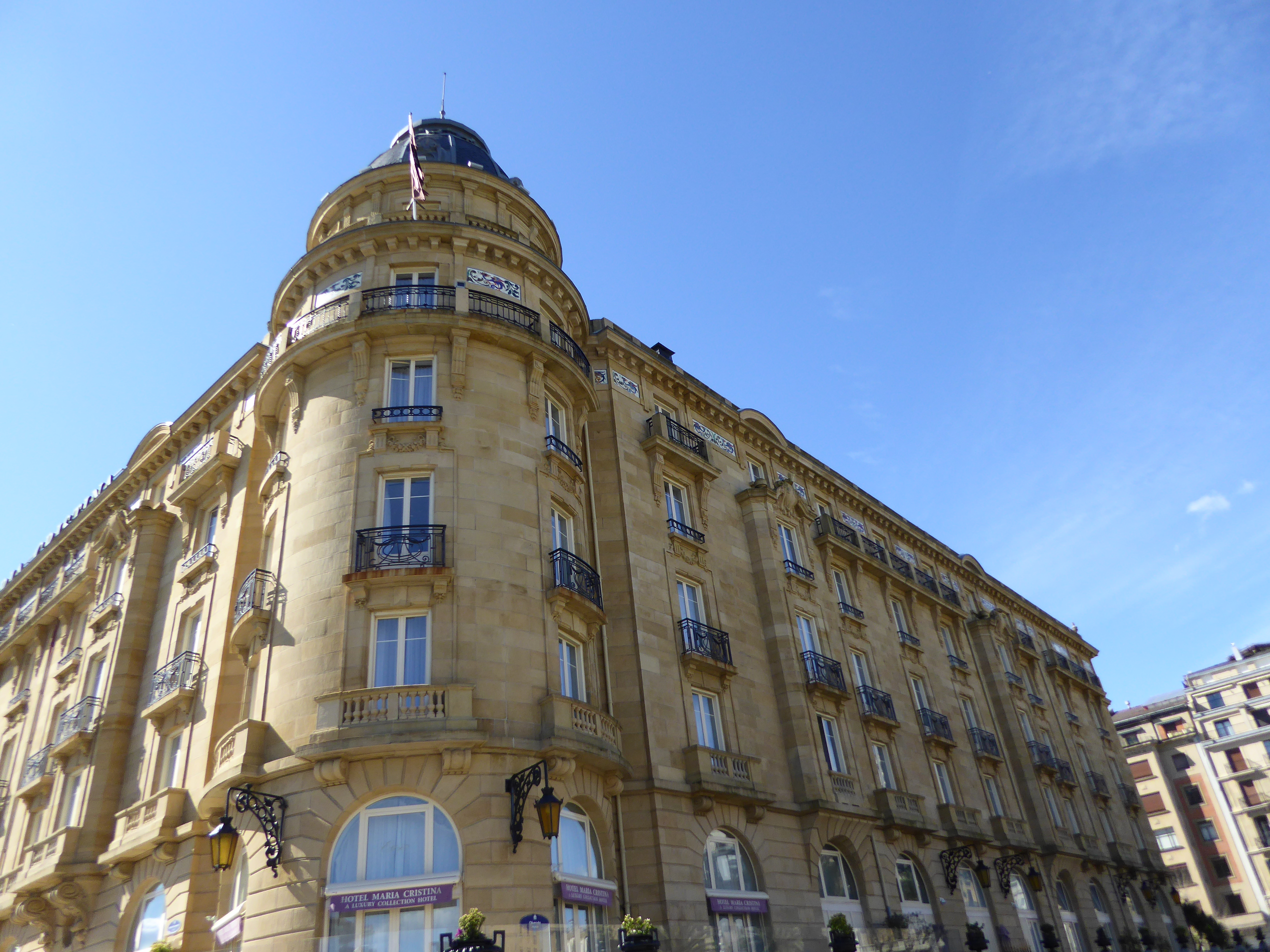
Hotel María Cristina, San Sebastián. En él se concentraron los partidarios de la rebelión en julio de 1936, siendo derrotados.

El 21 de julio, tras la partida de la primera columna para atacar Vitoria, Vallespín, aún en pugna con el coronel Carrasco, dio orden de sacar las tropas del Cuartel de Loyola a las calles para tomar puntos estratégicos de San Sebastián y adherirla a los sublevados. Los sublevados situaron dos piezas de artillería frente al gobierno, provocando la huida de sus ocupantes —lo que permitió al coronel Carrasco poder escapar—. Tras una breve lucha ocurrida durante la mañana del 21 de julio, las tropas sublevadas tomaron el control de los más importantes edificios de San Sebastián, mientras las autoridades republicanas y muchos líderes sindicales huían de inmediato a Éibar, donde contactaron con la columna de Pérez Garmendia. La ausencia de la columna enviada a Vitoria, donde formaban numerosos guardias civiles y de asalto que se mantenían leales al gobierno de Madrid, facilitó la tarea de los sublevados. El coronel Carrasco estableció su centro de operaciones en el hotel María Cristina, declarando el estado de guerra, mientras que el grupo de guardias civiles partidarios de la sublevación se concentró en el Gran Casino.
El día 22 de julio el comandante Pérez Garmendia, que había llegado a la localidad de Éibar, supo de lo ocurrido en San Sebastián el día anterior, y de inmediato planificó la recuperación de la ciudad, dejando en Éibar una pequeña fracción de sus fuerzas y volviendo con la mayor parte a la capital donostiarra. Fue así sorpresivo para los sublevados cuando las columnas republicanas iniciaron su contraataque contra San Sebastián, apoyados por la Guardia Civil y la Guardia de Asalto, así como por el Cuerpo de Carabineros y los Migueletes. Tras fuertes combates, al anochecer de esa fecha los sublevados conservaban sólo el Cuartel de Loyola y el Hotel «María Cristina», mientras las milicias republicanas y las fuerzas de seguridad habían logrado recapturar casi toda la ciudad. Numerosos reclutas de las fuerzas sublevadas estaban poco convencidos de participar en la lucha; la falta de entusiasmo y ardor combativo hizo que los jefes locales del alzamiento tuvieran gran dificultad en mantener la cohesión de su grupo.
Los rebeldes en el Hotel María Cristina se habían atrincherado ante el estupor de los veraneantes, que habían evacuado el edificio, y en el combate habían causado serias bajas entre las fuerzas leales al gobierno. A las 13:00 horas del 23 de julio fueron finalmente vencidos los rebeldes atrincherados en el hotel y el edificio quedó ocupado por las fuerzas del bando republicano. No obstante, la situación en el Cuartel de Loyola era muy diferente. Había allí cerca de 1700 fusiles y ametralladoras, además de ocho obuses, los cuales permitirían a los sublevados prolongar la resistencia por tiempo casi indefinido. En cambio, las milicias republicanas de San Sebastián disponían apenas de 300 fusiles repartidos entre sus hombres, sin artillería ni ametralladoras, aunque se contaba con las fuerzas de Guardia Civil y de Guardia de Asalto, lo cual hacía complicado un ataque directo. No obstante ello, desde la mañana del 24 de julio las milicias republicanas empezaron el cerco del Cuartel.
Las autoridades republicanas confiaban en que, siendo la mayoría de los reclutas del Cuartel de Loyola jóvenes de origen vasco, la propaganda del PNV, leal a la República, podría convencerles de rechazar toda adhesión al alzamiento militar. Además, el arsenal del Cuartel de Loyola resultaba un poderoso incentivo para seguir en el cerco, visto que la posesión de las armas allí existentes daría segura ventaja a la milicia, sea anarquista o nacionalista vasca, que se apoderase del arsenal.

### Desenlace
Si bien el 23 de julio la ciudad de San Sebastián ya había quedado completamente en poder de las tropas fieles a la República (mayormente obreros anarquistas armados y algunos afiliados del PNV), estas fuerzas resultaban mal armadas para lanzar un ataque serio contra los Cuarteles de Loyola, un conjunto de dos cuarteles de reciente construcción con capacidad para sendos regimientos dotados de cuadras, almacenes, etc. y con una guarnición mucho mejor armada que sus atacantes. 
Aun así, las fuerzas anarquistas resultaban muy superiores en número a los sitiados e impusieron estrecho cerco al cuartel, aunque siempre con el riesgo que una salida de los sitiados les causara serias bajas. La llegada de los guardias civiles y de asalto que se unieron al cerco permitió aumentar la presión sobre los sublevados, que se mantuvieron en una resistencia débil, minada por las indecisiones del coronel Carrasco Amilibia sobre si proseguir con la revuelta o rendirse, mientras que el teniente coronel Vallespín insistía en mantener el alzamiento contra la República.
Pese a la determinación de continuar la lucha por parte de Vallespín, la mayor parte de los reclutas parecía contrario a continuar del lado «rebelde», advirtiendo la completa derrota del alzamiento en San Sebastián, la dificultad que las tropas rebeldes de Navarra puedan prestar apoyo alguno, (visto que dichas fuerzas aún deben luchar en Irún contra tropas republicanas) y la propia indecisión de sus oficiales superiores.
El 27 de julio los últimos defensores de Loyola se rindieron.

## Consecuencias
Vallespín logró huir del Cuartel de Loyola, que es entregado sin lucha a los republicanos en la mañana del 28 de julio por el coronel Carrasco Amilibia, quien, no obstante, es hecho prisionero por las milicias anarquistas junto con otros varios oficiales que en un primer momento se adhirieron a la revuelta. Pese a que su postura había sido el factor principal para el fracaso de la revuelta en San Sebastián, Carrasco fue asesinado sin haber tenido la posibilidad de declarar en juicio, apareciendo su cadáver el 29 de julio junto a las vías del ferrocarril, en el barrio de Amara, quizás como consecuencia de la dura represión que dos años antes ejerció en la llamada «Octubrada».
No obstante, a pesar de los esfuerzos del gobierno civil, controlado por el nacionalismo vasco, de tomar control del valiosísimo arsenal del cuartel, las milicias anarquistas se les adelantaron y obtuvieron la mayor parte del armamento del Cuartel de Loyola, manifestando así las primeras tensiones entre el PNV y los sindicatos de izquierda durante la guerra civil en el País Vasco. La noche del 30 de julio la cárcel de Ondarreta fue asaltada por los milicianos asesinando a  varias decenas de derechistas y oficiales del ejército «rebeldes» .
El 6 de agosto el ineficiente Artola Goicoechea fue destituido y sustituido en el gobierno civil por el teniente de carabineros Antonio Ortega Gutiérrez.